# Intel·ligència intrapersonal

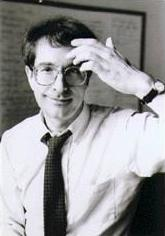
Howard Gardner és l'home que surt a la imatge. Ell va ser qui va definir les intel·ligències múltiples.

La intel·ligència intrapersonal és un dels components del model de les intel·ligències múltiples proposat per Howard Gardner. Aquest model propugna que no existeix una única intel·ligència, sinó una multiplicitat (en principi se'n van proposar set, que després es van augmentar a nou). La intrapersonal és la que té a veure amb la capacitat d'autoconeixement i regulació emocional.

## Intel·ligència intrapersonal
La intel·ligència intrapersonal és aquella que es refereix a l'autocomprensió, l'accés a la vida emocional pròpia, a la gamma de sentiments, la capacitat d'efectuar discriminacions d'aquestes emocions i finalment posar-los nom i recórrer a elles com a mitjà d'interpretar i orientar la conducta pròpia.
Les persones que tenen una intel·ligència interpersonal notable, posseeixen models viables i eficaços de si mateixos. Però en ser aquesta forma d'intel·ligència la més privada de totes, requereix altres formes expressives perquè pugui ser observada en funcionament.
La intel·ligència interpersonal permet comprendre i treballar amb els altres, la intrapersonal, permet comprendre millor i treballar amb un mateix. En el sentit individual d'un mateix, és possible trobar una barreja de components intrapersonal i interpersonals. El sentit d'un mateix és una de les més notables invencions humanes: simbolitza tota la informació possible respecte a una persona i què és. Es tracta d'una invenció que tots els individus construeixen per a si mateixos.

### Aspectes biològics
Els lòbuls frontals tenen un paper central en el canvi de la personalitat, els danys en l'àrea inferior dels lòbuls frontals pot produir irritabilitat o eufòria, en canvi, els danys en la part superior tendeixen a produir indiferència, llanguiment i apatia (personalitat depressiva).
Entre els afàsics que s'han recuperat prou per descriure la seva experiència s'han trobat testimonis consistents: encara que pugui haver existit una disminució de l'estat general d'alerta i una considerable depressió causa del seu estat, l'individu no se sent a si mateix una persona diferent, reconeix les seves pròpies necessitats, mancances, desitjos i intenta atendre'ls el millor possible.

### Capacitats implicades
Capacitat per a plantejar-se metes, avaluar habilitats i desavantatges personals, i controlar el pensament propi.

### Habilitats relacionades
Meditar, exhibir disciplina personal, conservar les maneres i donar el millor de si mateix.
Perfils professionals 
Individus madurs que tenen un autoconeixement ric i profund.

## Nota
1. ↑  Gardner, Howard. Frames of mind : the theory of multiple intelligences. 2011 pbk. ed.  Nova York: Basic Books, 2011. ISBN 978-0-465-02434-6.
2. ↑  Gardner, Howard. Intelligence reframed : multiple intelligences for the 21st century.  Nova York: Basic Books, 1999. ISBN 978-0-465-01314-2.
3. ↑  Juan Rodríguez. Literatura espanyola contemporània: materials auxiliars, textos i documents.  Univ. Autònoma de Barcelona, 1995, p. 52–. ISBN 9788449004490.
4. ↑   Avaluació psicològica. Segona edició en llengua catalana, octubre 2004, p. 162. ISBN 978-84-9029-288-4.